# Feminismo pós-estruturalista
O feminismo pós-estruturalista é uma vertente do feminismo que incorpora o pensamento pós-estruturalista e enfatiza "a natureza contingente e discursiva de todas as identidades", em particular a construção social de subjetividades de gênero.
Como o próprio pós-estruturalismo, a vertente feminista é em grande parte uma ferramenta para análise literária, mas também lida com psicanálise e crítica social.

## Origem
Hélène Cixous, Luce Irigaray e Julia Kristeva são consideradas as mães da teoria feminista pós-estruturalista. Desde a década de 1990, essas três, junto com Bracha Ettinger, influenciaram consideravelmente o feminismo e a psicanálise feminista.

## Teoria

### L’Écriture féminine
Écriture féminine significa literalmente escrita feminina. É uma filosofia que promove as experiências e sentimentos das mulheres a ponto de fortalecer o trabalho. É uma vertente da crítica literária feminista que se originou na França na década de 1970.

Cixous usa esse termo pela primeira vez em seu ensaio Le rire de la Méduse, no qual ela afirma:
As mulheres devem escrever através de seus corpos, devem inventar a linguagem inexpugnável que destruirá divisões, classes e retóricas, regulamentos e códigos, devem submergir, atravessar, ir além do discurso-reserva final, incluindo aquele que ri da própria ideia de pronunciar a palavra "silêncio", aquele que, visando o impossível, para diante da palavra "impossível" e a escreve como "o fim".

### Crítica da psicanálise clássica
Sigmund Freud estabeleceu as teorias iniciais que serviriam de base para alguns dos argumentos de Hélène Cixous em seus escritos. A análise de Freud sobre papéis de gênero e identidade sexual concluiu com teorias separadas de masculino (Édipo) e feminino (Electra), das quais Cixous era crítica.
Para Bracha Ettinger, tanto Édipo quanto Electra são complexos que pertencem ao paradigma fálico. Ela propõe um paradigma diferente: o espaço fronteiriço matricial.

### Abjeção
Julia Kristeva desenvolveu a ideia do abjeto como aquilo que é rejeitado ou perturba a razão social – o consenso comunitário que sustenta uma ordem social. O "abjeto" existe, portanto, em algum lugar entre os conceitos de sujeito e objeto, representando elementos tabu do self mal separados em um espaço liminar. Kristeva afirma que dentro dos limites do que alguém define como sujeito – uma parte de si mesmo – e objeto – algo que existe independentemente de si mesmo – residem peças que antes eram categorizadas como uma parte de si mesmo ou da identidade de alguém que desde então foi rejeitada – o abjeto.

## Críticas
O feminismo pós-estruturalista tem sido criticado por seu abandono do sujeito feminino humanista e por sua ingenuidade tática em sua rejeição de qualquer forma de essencialismo feminino.
Feministas materialistas francesas criticam a redução americana do feminismo francês à sua corrente pós-estruturalista. Elas apontam que muitas de suas autoras sequer reivindicaram o feminismo.

## Figuras principais
- Judith Butler
- Hélène Cixous
- Bracha Ettinger
- Jane Gallop
- Elizabeth Grosz
- Luce Irigaray
- Julia Kristeva
- Teresa de Lauretis
- Joan Scott
- Monique Wittig